# 失恋ヘビー級
失恋ヘビー級（しつれん-きゅう）は、キエるマキュウの3枚目のアルバム(ミニアルバムとしては1枚目)である。前作のマネーメリーゴーランドから約9ヶ月ぶりに発売された。

## 概要
- キエるマキュウ初のミニアルバムである。
- 歌詞カード内ではマキュウのメンバー以外に女性が1人写っているが、この女性はDJ JUMIという人物であり、MAKI THE MAGIC曰く「マキュウの影のDJ[1]」であるらしい。シングルカットされた「開かずの踏切」のジャケットでも彼女の姿を確認できる。

## 収録曲
1. 消火栓
2. 鉄の爪
シングル曲（アナログ盤のみ）。
3. 開かずの踏切
シングル曲（アナログ盤のみ）。
4. ポキート
5. 迷路
6. パズル(失恋ヘビー級)
7. 非常口(inst)
THE PEEP SHOW (SUPER FREAK)にも同名の曲が存在するが、こちらは歌詞が無く純粋なインスト曲となっている。
8. 花火